# اندیس چاه قلی
چاه قلی یک اندیس مصالح ساختمانی است که در حوالی شهر ایزدخواست استان اصفهان قرار دارد و مادهٔ معدنی موجود در آن، سنگ تزئینی است.  